# Pintu Langit Jae
Pintu Langit Jae is een bestuurslaag in het regentschap Padang Sidempuan van de provincie Noord-Sumatra, Indonesië. Pintu Langit Jae telt 1286 inwoners (volkstelling 2010).